# Бережецькі
Бережецькі — рід в Українських землях ВКЛ. Родове прізвище походить від назви села Бережці (тепер Великі Бережці). Дідичі Бережців, Савчиць та Почаєва. Савчиці та Почаїв втратили, віддавши їх під заставу Гойським, які не повернули ці маєтки.

## Представники
Два роди писались Бережецькими від Великих Бережців у той самий час:

### Бережецькі
- Брати Фалелій, Сава та Матис Некрашевичі Бережецькі: Хвалилей (Фалелій) Некрашевич у 1569 році склав присягу вірності Короні після підписання Люблінської унії, дружина Ганна Ледоховська
- Авраам, Іван, Григорій, Андрій — дідичі Бережців у 1583 році
- Лаврентій — київський ловчий у 1594 році
- Андрій, Хома та Василь Бережецькі подають позов Ганні Козинській-Гойській за неповернення закладених маєтків Почаїв, Савичі і Комарівка
- Андрій та його дружина Маріанна Хорошко судяться за маєток Холопичі у 1603 році

- Антоній Некрас Бережецький у 1738 році має справу з паном Цешковським.

### Гораїни-Бережецькі
- Брати Лаврин Гораїн Бережецький, Грицько та Яцко Бережецькі і сини Яцка - зем'яни Кременецького повіту у 1564 році, власники частини Бережців.

В наступних поколіннях важко визначити належність Бережецьких до того, чи іншого роду:
- Параска Бережецька — дружина Опанаса Микитовича Лешницького, власниця частини Бережців у 1596 році
- Настасія зі своїм чоловіком Теофілом Молітором та Маруша з чоловіком Ярошем Телецьким отримали від опікунів спадковий маєток в Бережцях у 1604 році. Теофіл Молітор - відомий социніанський проповідник і викладач в социніанській школі в Гощі, яку заснували Гойські, в судових справах з Бережецькими виступав на одному боці з Ганною Козинською-Гойською.
- Микола Бережецький одружений з Федорою Лосятинською, дочкою Івана Лосятинського, згадується у 1615 році.